# AliExpress
Aliexpress est un site chinois de commerce en ligne du groupe Alibaba spécialisé dans la vente de produits à prix bas aux particuliers (B2C) dans le monde. Ce site est né en 2010 de la volonté d'Alibaba de créer l'équivalent en anglais et à vocation internationale de son site en langue chinoise Taobao, réservé à la Chine. Le président d'AliExpress est Jack Ma. La maison mère d'AliExpress est basée en Chine, à Hangzhou, dans la province de Zhejiang.

## Présentation
Ce site fonctionne sur le même principe qu'Amazon et partiellement eBay, telle une centrale de magasins en ligne, qui met directement les revendeurs chinois en relation avec les particuliers, plutôt que de passer par des intermédiaires, et juge les différents produits et revendeurs en fonction des retours des clients. AliExpress fait partie du top 50 des sites les plus visités dans le monde[réf. souhaitée].
En Espagne, son plus gros marché d'Europe, il est devenu le second site ecommerce le plus visité avec 69M de visiteurs uniques par mois[réf. souhaitée].
Il est surtout connu pour les produits électroniques (en particulier les smartphones) et les accessoires de mode[réf. souhaitée].
Il existe une application AliExpress pour les systèmes mobile Android (Google), iOS (Apple), ainsi que pour Yun OS (le système d'exploitation d'Alibaba)[réf. souhaitée].
Le site de commerce en ligne offre un système de remboursement en cas de non-réception ou de différence trop importante du produit avec sa description.

## Communication et partenariats
En novembre 2018, le groupe Alibaba annonce le lancement par sa filiale AliExpress d'une mini-station spatiale, baptisée « Candy Tin », et d'un satellite nommé « Tmall International », en référence à son site de vente en ligne.
En septembre 2018, Alibaba, présent en Russie avec sa filiale AliExpress, signe un partenariat avec les leaders des télécoms et du commerce en ligne russes MegaFon et Mail.ru.
En 2019, la société a ouvert également un entrepot logistique physique en Espagne, à Madrid.
À partir du 1er juillet 2021, AliExpress a été soumis à l'obligation de collecter la TVA sur toutes les ventes de biens destinés aux consommateurs résidant dans l'Union européenne (UE).